# Lygrotes arctipennis
Lygrotes arctipennis är en fjärilsart som beskrevs av Butler 1878. Lygrotes arctipennis ingår i släktet Lygrotes och familjen tandspinnare. Inga underarter finns listade i Catalogue of Life.